# The Song
The Song est un ballet de danse contemporaine de la chorégraphe belge Anne Teresa De Keersmaeker, écrit en 2009 pour la compagnie Rosas en collaboration avec les plasticiens Ann Veronica Janssens et Michel François. La création mondiale a eu lieu le 24 juin 2009 au Théâtre de la Ville à Paris.

## Historique
The Song est une pièce pour neuf danseurs et une danseuse dont le concept a été écrit en collaboration avec les scénographes Ann Veronica Janssens et Michel François qui cosignent la création. Il s'agit d'une pièce en apparence très austère de la chorégraphe flamande notamment en raison de l'absence totale de musique (mis à part deux chansons des The Beatles : While My Guitar Gently Weeps et Helter Skelter), pourtant support essentiel de son travail depuis ses débuts, remplacée par de longs silences et des légers bruitages réalisés en direct sur les mouvements des danseurs. De Keersmaeker déclare que lors des travaux préparatifs de l'œuvre, qui resta longtemps non intitulée, elle eut du mal à trouver vers quelle musique s'orienter, et décida finalement de bâtir le spectacle autour du silence, ce qu'elle compare à un « saut en chute libre ». Le travail se concentre sur le rapport aux corps des danseurs, leurs déplacements dans l'espace et le temps dans une approche « ultraformaliste ». De Keersmaeker a travaillé étroitement avec les plasticiens Ann Veronica Janssens et Michel François pour sculpter l'espace au seul moyen des lumières et de quelques éléments de décor.
Cette pièce s'est également en grande partie construite avec les danseurs de la compagnie constituant une nouvelle génération après le départ fin 2008 des danseuses historiques de la compagnie. Les profonds changements qu'a entraîné ce renouvellement d'interprètes ont eu une influence sur le travail De Keersmaeker qui considère The Song comme un « virage » dans sa carrière ouvrant, selon elle, sur plusieurs années de recherches formelles.

## Accueil critique
La pièce lors de sa première au Théâtre de la Ville en juin 2009 a reçu un accueil critique très mitigé de la presse et du public,, ce qui constitue pratiquement une première depuis plus de 20 ans dans la carrière de la chorégraphe. Le travail est salué pour la prise de risque de la chorégraphe qui tente de renouveler son travail et ses recherches formelles,. Il est cependant critiqué pour son « caractère fractionné » parfois trop expérimental et manquant d'« émotions ». Lors de sa présentation à Londres en octobre 2010 au Sadler's Wells Theatre le critique du Guardian déplore que The Song atteigne un « point à partir duquel la théorie de la représentation finalement dévore la représentation elle-même ».

## Fiche technique
- Chorégraphie : Anne Teresa De Keersmaeker
- Danseurs à la création : Mark Lorimer (en), Bostjan Antoncic, Sandy Williams, Michael Pomero, Matei Kejzar, Pieter Ampe, Carlos Garbin, Simon Mayer, Mikael Marklund et Eleanor Bauer
- Scénographie : Ann Veronica Janssens et Michel François
- Bruitage : Céline Bernard
- Dramaturgie : Claire Diez
- Dramaturgie Musicale : Eugénie De Mey
- Costumes : Anne-Catherine Kunz
- Production : Compagnie Rosas avec La Monnaie de Bruxelles, le Théâtre de la Ville de Paris, le Grand Théâtre de Luxembourg et le Concertgebouw de Bruges
- Première : 24 juin 2009 au Théâtre de la Ville à Paris
- Représentations : plus de 40 entre 2008 et 2010
- Durée : 2h00